# Кочевська Река
Кочевська Река (словен. Kočevska Reka) — поселення в общині Кочев'є, регіон Південно-Східна Словенія, Словенія. Висота над рівнем моря: 567 м.